# Ricardo Tejedor Sánchez
Ricardo Tejedor Sánchez (Irún, 14 de septiembre de 1882-Pamplona, 22 de mayo de 1944) fue un dibujante y pintor español perteneciente la primera generación de pintores contempóraneos de Navarra, nacidos entre 1860 y 1890, que incluye a otros artistas como Inocencio García Asarta, Andrés Larraga, Nicolás Esparza, Enrique Zubiri, Javier Ciga o Jesús Basiano.

## Biografía
Era hijo de Simón Tejedor González, natural de Villasila de Valdavia (Palencia), fallecido en 1895, y de María Paz Sánchez Bernardo, natural de Tordesillas (Valladolid), fallecida en 1914. La familia estaba compuesta por seis hijos: Carmen, Simón, Ricardo, Isabel, Ramón y Alberto.
En 1887, cuando tenía cinco años de edad, la familia se mudó a Pamplona, de donde ya no se movería hasta su fallecimiento sesenta años después. Su familia se hizo cargo de la fonda de la estación del ferrocarril de Pamplona, a la cual estaban muy ligados, y que Ricardo mismo dirigiría durante muchos años, después de la muerte de su hermano Simón en 1924, teniendo por tanto que abandonar paulatinamente su dedicación a la pintura y el dibujo, ahogando para siempre su gran vocación artística. Los hijos de Ricardo Tejedor siguieron llevando la fonda hasta el año 1974.
Ricardo Tejedor demostró muy pronto su afición por las bellas artes; consiguió en el año 1898, a una corta edad, el premio a Copia de yeso. Artísticamente se formó en el Instituto de Pamplona, con Eduardo Carceller, y posteriormente estudió en la Escuela de Bellas Artes de San Fernando de Madrid. Su estancia en la Escuela debió acontecer entre 1898 y 1902, cuatro cursos. Allí coincidió y trabó gran relación y amistad con Salvador Bartolozzi. Posteriormente, el artista tuvo una corta estancia en París, donde continuó trabajando con los pinceles y, sobre todo, con dibujos. Con él estuvo también Salvador Bartolozzi, en una época en la que se encontraban en París futuros grandes artistas como Picasso, Juan Gris, Gustavo de Maeztu, Javier Ciga, etc. Se puede intuir que la relación de amistad que ambos iniciaron en Madrid les llevó a ir juntos a París una vez finalizados sus estudios.  Asentado definitivamente en Pamplona, trabajó bastante la pintura y el dibujo hasta finales de la década de los años veinte.
Su nombre comenzó a sonar en el ambiente cultural navarro de principios del siglo XX. La conocida revista La Avalancha publicaba un dibujo de Ricardo Tejedor en 1903 (La Avalancha, 8 de octubre de 1903). El propio año 1903, Diario de Navarra se hacía eco de un viaje de Ricardo Tejedor y Salvador Bartolozzi por el valle de Roncal (Diario de Navarra, 18 de marzo de 1903). El mismo año conocemos la donación, para la tómbola de Pamplona, de un cuadro de Ricardo Tejedor representando una vista del Sena (Diario de Navarra, 27 de julio de 1905). 
En septiembre de 1908, contando 26 años de edad, Ricardo Tejedor contrajo matrimonio con María Sagrario Santa Cruz Cassi. El matrimonio tuvo seis hijos: Sagrario, Ricardo, que falleció en 1935, María Paz, Esperanza, Rosario y Javier. En la década de los treinta y cuarenta, los últimos quince años de su vida aproximadamente, se impuso el silencio artístico. El quehacer profesional había triunfado, una vez más, y había impuesto su ley a la faceta artística.
Murió en 1944, a la edad de 62 años, a causa de un colapso cardíaco provocado por un cáncer de laringe.

## Obra
Durante muchos años, Ricardo Tejedor estuvo muy unido al mundo cultural pamplonés y navarro. Se trataba, además, de un personaje popular y conocido en la pequeña Pamplona de su época. La personalidad que siempre desprendía, amigable y dichararera, contribuyó a su popularidad. Conoció y se relacionó, igualmente, con los artistas navarros de su época, con Basiano y Zubiri, con Pedro Lozano de Sotés y Francis Bartolozzi (hija de Salvador Bartolozzi), etc.
Se trata de un artista de interés que es necesario reivindicar y conocer, ya que la entidad del artista y su trascendencia en el panorama cultural navarro de su época lo hacen claramente merecedor de figurar en la nómina de los artistas navarros contemporáneos.
De entre toda su producción hay que destacar, especialmente, los dibujos que servían como ilustraciones del periódico Diario de Navarra. Se han podido catalogar un centenar de ellos, publicados entre 1911 y 1927, cuando comenzó la colaboración gráfica de Ricardo Tejedor en dicho periódico. Esas ilustraciones hacen de este artista un auténtico pionero en dicha labor estética. Estamos, en conjunto, ante una extraordinaria galería de personas y acontecimientos de la Navarra de dicha época; de políticos, artistas, músicos, futbolistas, temas de las fiestas de San Fermín de Pamplona, cabeceras de sección, y temas populares.
Estéticamente se trata, en la mayoría de los casos catalogados, de dibujos trabajados del natural, de ejecución rápida y vigorosa, «apuntes del natural», tal y como indicaba el propio periódico. A pesar de ello estamos ante dibujos de muy buena mano y ejecución, de gran caracterización personal y psicológica, dotados de profundidad, seguros en el trazo, muy hábiles de resolución. En definitiva, obras que hablan de un artista muy dotado para el dibujo.
En la colección de dibujos antiguos de la biblioteca de la Facultad de Bellas Artes, se conserva un dibujo que se titula Desnudo, firmado por Ricardo Tejedor y Sánchez. En 1905 conocemos la donación, para la tómbola de Pamplona, de un cuadro de Ricardo Tejedor representando una vista del Sena. Fue, así mismo, autor de dos carteles, mediante concurso del Ayuntamiento, para el programa de fiestas de San Fermín (1907, de concepto decimonónico, y 1921, más colorista y moderno).
Respecto de los óleos, se ha podido acceder a dos docenas de obras, conservadas mayoritariamente en la propia familia del artista. Se tratan de obras de ejecución cuidada y con esmero y, en la mayoría de las ocasiones, ejecutadas sobre lienzo. En todos estos aspectos, Ricardo Tejedor aparece como un artista pulcro, poniendo especial cuidado en sus realizaciones. El formato habitual es de tamaño medio y pequeño. Se han catalogado óleos de formato medio, perfectamente terminados y firmados y obras de pequeño formato, más abocetadas, y algunas de ellas sin firmar.
La caracterización estética de los óleos del pintor Ricardo Tejedor es relativamente sencilla. Se trata de un artista apegado siempre a la tradición figurativa y a la pintura española de corte realista, todo ello muy tradicional en el primer tercio del siglo XX. Dada su formación académica decimonónica su pintura no se desvinculó, prácticamente nunca, de los rígidos esquemas de ese momento histórico.
De acuerdo a la temática que hemos registrado en sus óleos, se puede estructurar en los siguientes apartados que analizamos a continuación:
• Paisajes. Constituye el grupo más numeroso dentro de los óleos que hemos catalogado. Hay registrados, actualmente, trece paisajes de Ricardo Tejedor. De entre ellos hay tres obras de pequeñas dimensiones, muy abocetadas, que no pasan de meros estudios del autor. El resto son obras terminadas y perfectamente elaboradas.
Los títulos La laguna, fechado en 1900 y Paisaje con río, cronológicamente fechable en esos momentos, aparecen apegados a una tradición mucho más decimonónica, seguramente transmitida por Eduardo Carceller en Pamplona. En La Avalancha se publica Un apunte en el barrio de la Magdalena (24 de junio de 1902). Otra obra importante es el título Monte Balerdi, un paisaje de 40 x 55 cm y fechado en el 1906, en el cual el salto estilístico respecto de anteriores títulos es evidente. El cuadro, de concepción plenamente paisajística y colorista sigue la estela de los logros impresionistas, tan en boga en aquel momento.
Similar concepción impresionista tiene el título Costa vasca, fechable en la primera década del siglo. Con su tamaño reducido, es un óleo en tabla de 15,5 x 21,5 cm, resulta un ejercicio paisajístico de gran soltura y frescura, pese a la deficiente conservación que tenía en el momento de su catalogación. Los títulos Dos hermanas y Paisaje fluvial, demuestran el tipo de pintura paisajística de este artista en la primera década del siglo XX. Por último, destacar el título Sarasa, un óleo en lienzo fechable en la segunda década del siglo.
• Cuadros de figura. Esta temática resulta mucho más limitada en cuanto al número de obras que se han podido catalogar. No obstante lo anterior, los ejemplos analizados son de evidente calidad y hablan de un pintor también muy dotado para la figura.
Dentro de esta temática tenemos registradas cuatro obras: San Andrés, una copia de algún cuadro barroco español, con el habitual estudio de luces y sombras; Abuela María Paz, en la que se presenta a una señora de edad avanzada de perfil, con un excelente estudio del rostro y entroncando perfectamente con el retrato realista español.
Otro cuadro es el titulado Sagrario, pintado en tonalidades claras, rebosa sensibilidad post-impresionista o modernista, y tiene pocas comparaciones posibles dentro del arte navarro de su época. Un último cuadro de figura que sumamos a este análisis es el título Guadalupe Cía. Se trata de un óleo que representa a una sobrina suya. Estamos ante una obra intimista y de encanto, de muy buena ejecución, que representa a una niña de muy corta edad, un bebé, durmiendo plácidamente en su cuna.
• Dibujante. Además de los óleos analizados anteriormente, es importante para analizar la figura artística de Ricardo Tejedor su faceta de dibujante. Si en la realización de los óleos, este artista alcanzó un nivel estético interesante, no cabe duda de que el dibujo resulta básico en su trayectoria. Por la obra que hemos catalogado y analizado resulta evidente que Ricardo Tejedor fue un excelente dibujante. Aparte del conjunto de dibujos publicados en el periódico Diario de Navarra, que analizamos en apartado posterior, existen otros dibujos: Academia, elaborado a carboncillo, La Avalancha, Felipe Gorriti (retrato de un conocido músico navarro) y El Píspiris.
Participó en la exposición local de pinturas en Pamplona el 16 de junio de 1917, celebrada en las Escuelas de San Francisco, con cuatro lienzos, uno de ellos un paisaje de Sarasa.
Asistieron a la misma 21 artistas expositores con 121 cuadros. Los cuadros presentados llevaban por título: Retrato de mi madre; Sarasa, paisaje; Estudio, paisaje; Apuntes, dibujo. El nombre de Ricardo Tejedor figura también entre los asistentes en el II Congreso de Estudios Vascos de 1920, presentando dibujos suyos.

## Premios y reconocimientos
- 1907 - Cartel de San Fermín. Ayuntamiento de Pamplona.
- 1921 - Cartel de San Fermín. Ayuntamiento de Pamplona.